# Pine Leaf Boys
Les Pine Leaf Boys sont un groupe cajun et créole de Louisiane du Sud. Le groupe est composé de Wilson Savoy (accordéoniste, violoniste, vocaliste), Courtney Granger (violoniste, accordéoniste, vocaliste), Drew Simon (batteur et chanteur), Jon Bertrand (guitariste) et Thomas David (bassiste).

## Discographie
- Blues de Musicien - Grammy Nominated 2007
- Hommage Au Passé - Grammy Nominated 2008
- Live at Jazz Festival 2009 - Grammy Nominated 2009
- Back Home (Valcour Records) - Grammy Nominated 2010

## Télévision
Wilson Savoy, le leader du groupe, fait quelques apparitions dans la série HBO Treme.